# Јука Јамазаки
Јука Јамазаки (јап. 山崎 由加; 29. јун 1980) бивша је јапанска фудбалерка.

## Репрезентација
За репрезентацију Јапана дебитовала је 2000. године. За тај тим одиграла је 7 утакмица.

## Статистика
| Јапан  | Јапан | Јапан |
| Год.   | Ута.  | Гол.  |
| ------ | ----- | ----- |
| 2000   | 6     | 0     |
| 2001   | 1     | 0     |
| Укупно | 7     | 0     |